# أويغور أمريكيون

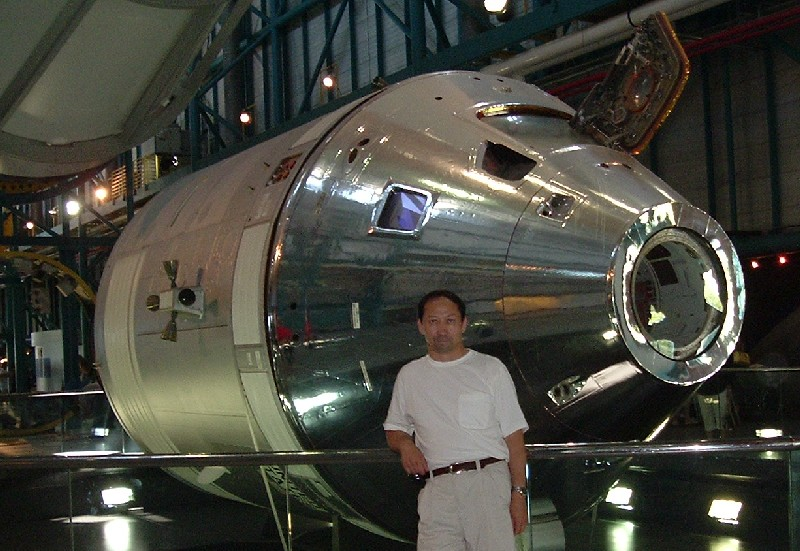
أركين صديق أمريكي من أصل أويغوري، مهندس ناسا وعضو في مختبر الدفع النفاث

أويغور أمريكيون هم مواطنون أميركيون من أصول أويغورية. هاجر معظم الأويغور من منطقة شينجيانغ الذاتية الحكم والخاضعة للحكومة الصينية إلى الولايات المتحدة منذ أواخر الثمانينيات، حيث وصل عدد كبير منهم بعد يوليو 2009.

## التاريخ
يعود تاريخ الأويغور في الولايات المتحدة إلى الستينيات.
في أواخر القرن العشرين، وبعد سلسلة من النزاعات في تركستان الشرقية، فر الآلاف من الأويغور من موطنهم متفرقين بين كازاخستان وتركيا والدول الأوروبية وكندا وأستراليا ونيوزيلندا ودول أخرى. حيث بحسب تقديرات عام 2010 قدر عددهم في الولايات المتحدة بألف شخص، إلا أن جمعية الأويغور الأمريكية صرحت بأن أعدادا كبيرة منهم قد انتقلت إلى الولايات المتحدة في يوليو 2009 بسبب حملات القمع التي تنهجها الصين. وتعيش الغالبية العظمى من الأويغور في العاصمة واشنطن. هناك أيضًا عدد صغير من الأويغور في لوس أنجلوس ونيويورك وسان فرانسيسكو وهيوستن.

## المنظمات
كما هو الحال مع المجموعات العرقية الأخرى في الولايات المتحدة، أنشأت إثنية الأويغور الأمريكيين العديد من المنظمات المدافعة عن حقوقهم. لعل أكثرها شهرة هي :
- جمعية الأويغور الأمريكية،[2] وهي منظمة مقرها واشنطن العاصمة والتي تم تأسيسها في عام 1998 من قبل مجموعة من الناشطين الأويغور في الخارج بهدف رفع الوعي العام بالشعب الأويغوري.
- حركة صحوة شرق تركستان الوطنية' وهي منظمة أنشأها طالب الدراسات العليا الأويغوري صالح حديار في عام 2017[3]
- حكومة تركستان الشرقية في المنفى، والتي أنشأها الناشط الأويغوري أنور يوسف توراني في عام 2004.

## شخصيات أويغورية
- ربيعة قدير
- شوخرات ميتاليبوف
- أركين صديق
- صالح حديار
- مهريغول تورسون
- أنور يوسف توراني
- نوري توركيل
- شوهرت هوشور
- النجار إلتبير[4]